# Milka Planinc
Milka Planinc, född Malada 21 november 1924 i Žitnić, Kroatien, Kungariket Jugoslavien, död 7 oktober 2010 i Zagreb, Republiken Kroatien, var en jugoslavisk politiker (kommunist) från Kroatien av kroatisk och serbisk härkomst. 
Planinc var Jugoslaviens premiärminister 1982-1986 och den första kvinnliga regeringschefen i Jugoslavien och troligen den enda någonsin i ett kommunistiskt land.
Planinc gravsattes på Mirogojkyrkogården.